# Furacão Adrian (2005)
O Furacão Adrian se formou em 17 de maio de 2005. Foi o primeiro furacão do Pacífico de 2005. Fez muitos estragos nas Honduras e ao longo do litoral do Golfo de Fonseca, considerado um depressão tropical em 19 de maio e dissipou-se nas Honduras em 20 de maio.
Considerado de categoria 1 pela Escala de Furacões de Saffir-Simpson com ventos de 120 km/h (75 mph).
Depois do alarme de furacão, em El Salvador começaram as evacuações em instalações públicas, foram evacuadas entre 14.000 e 20.000 pessoas.
Registadas 2 mortes na Guatemala e outra morte em El Salvador.